# 去电池电路
去電池電路（Battery Eliminator Circuit，縮寫 BEC），是用來代替特定電池提供電力的電路。去電池電路早期是用在使用市電轉換為電池電力的場合，現在多用在電池驅動但是需要高低電力的場合，可以用來節省電池需求。例如馬達需要12V，而控制板需要5V時，就需要一組12V轉5V的去電池電路，而全部只需要一套12V電池。

## 遙控模型
在遙控模型的領域，BEC是電子轉速控制（Electronic Speed Control, ESC）的一部份。BEC允許遙控模型只搭載一組電池（馬達電力來源為主）而不需要兩組（一組馬達電力另一組給遙控電路）。遙控飛機所搭載具有BEC功能的電子轉速控制通常也具備低電壓截止電路，用來防止電池電壓過低。當電壓低過偵測範圍，螺旋槳馬達電力將會被切斷，但飛行操縱面的動力會被保持，以便執行滑翔著陸。電路如果沒有這個特性，則所有的控制將會在電力耗盡時全部失去，結果就是模型的一場災難。在某些場合，BEC是遙控接收器的一部份而不是電子轉速控制的一部份。
遙控模型使用的BEC通常是利用線性穩壓器，並且根據穩壓器廠商建議的線路安裝，通常穩壓的電壓是遙控接收機需要的5V。低壓差類型的穩壓器是理想的選擇，尤其是在電池芯數目很少的時候（這代表電池提供的電壓不高）。在小型遙控模型，1.5到2安培的電流提供是足夠的。中型遙控模型則需要到3安培的電流提供。BEC在大型遙控模型甚至要提供到5安培的電流供應。
在大電流供應的場合中，會使用複雜的交換式電源供應器，因為使用交換式電源供應器的BEC能夠比線性穩壓器提供更好的轉換效率。線性穩壓器的功率消耗損失來自輸入與輸出的壓差與流過穩壓器電流的乘積。舉例來說，10芯串連的鎳氫電池輸出電壓大約在12伏特。峰值電流約在5安培。這時BEC的功率損耗就會在(12 伏特 − 5 伏特) × 5 安培 = 35 瓦之多。35瓦的線性穩壓器將會產生大量的熱進而需要大面積的散熱器。而且他的轉換效率僅 (5 V / 12 V) = 41.7%。同樣的條件情況在交換式穩壓器卻可以高達90%的轉換效率。
另外，並聯一個大容量的電容器在穩壓器的輸出是個好點子。在大型遙控飛機或船隻上，會把電容器並聯在伺服馬達那一側。
許多現在的遙控模型中的BEC都是用來轉換低電壓的鋰電池到高電壓的12V。這是因為越來越多在玩無人飛行機。許多的製造商提供了這樣的BEC造成玩家的困惑，因為這與早期BEC的12伏特應用大相逕庭。

## 載具
BEC也被用在某些摩托車或全地形車，可減少電池的使用以便減少載重。原本需要用到電池的部分被一顆大容量電容器取代，可用來減低交流發電機產生的脈波波動。這樣的設計為的是用來提供電力給電發裝置。

## 參照
1. ↑  Basic Concepts of Linear Regulator and Switching Mode Power Supplies - http://cds.linear.com/docs/en/application-note/AN140fa.pdf （页面存档备份，存于）